# 扎克·康羅伊
扎克·康羅伊（Zack Conroy，1985年4月19日—）是美國的一位演員。他最著名的作品包括在指路明燈中飾演James Spaulding角色，他獲得過日間艾美獎的提名。